# Valérie Gans
 (février 2025).
Si vous disposez d'ouvrages ou d'articles de référence ou si vous connaissez des sites web de qualité traitant du thème abordé ici, merci de compléter l'article en donnant les références utiles à sa vérifiabilité et en les liant à la section « Notes et références ».
Pour les articles homonymes, voir McGarry et Gans (homonymie).
Valérie Gans (ou noms de plume Valérie McGarry et Chloé Miller) est une romancière française.

## Biographie
Descendante du poète Heinrich Heine et du compositeur Felix Mendelssohn-Bartholdy, sa mère a oeuvré pour l'installation du Jet d'eau de Genève. 
Diplômée d'une maîtrise de finance et d'économie de l'Université Paris-Dauphine en 1987, Valérie Gans travaille durant dix ans dans la publicité. Ancienne chroniqueuse pour la rubrique Place aux Livres d'LCI, et pour Le Nouvel Économiste, elle est actuelle chroniqueuse depuis 2004, pour la rubrique hebdomadaire livres de Madame Figaro...
À la suite de son expatriation au Moyen-Orient, elle se consacre entièrement à l’écriture. Elle a pour sujet de prédilection la psychologie familiale, de couple, l'éducation, la transmission, la place des hommes et des femmes dans nos sociétés...

## Œuvre
Sous le nom de Valérie McGarry
- La Vie crumble, Paris, Éditions JC Lattès, 1999, 222 p.  (ISBN 2-7096-1962-8)
- L’Horloge bio, Paris, Éditions JC Lattès, 2002, 254 p.  (ISBN 2-7096-2348-X)
- Le Sac, Paris, Éditions JC Lattès, 2004, 248 p.  (ISBN 2-7096-2560-1)
- Seule dans mon grand lit blanc, Paris, Éditions JC Lattès, 2005, 121 p.  (ISBN 2-7096-2696-9)
- Le marié était trop beau, avec Patrick de Bourgues, Paris, Éditions JC Lattès, 2006, 118 p.  (ISBN 2-7096-2774-4)

Sous le nom de Chloé Miller
- Amour, botox et trahison, Paris, Éditions Marabout, coll. « Girls in the city », 2009, 220 p.  (ISBN 978-2-501-06025-7)

Sous le nom de Valérie Gans
- Julia et ses toy boys, Paris, Éditions Générales First, 2006, 184 p.  (ISBN 2-7540-0183-2)[1]
- Charity bizness, Paris, Éditions Payot & Rivages, 2007, 194 p.  (ISBN 978-2-228-90224-3)[2]
- L’Enfant des nuages, Paris, Éditions Payot, 2009, 207 p.  (ISBN 978-2-228-90416-2)[3]
- Petits meurtres en ligne, Paris, Éditions Marabout, 2010, 220 p.  (ISBN 978-2-501-06402-6)
- Les Toxiques, Paris, Éditions Marabout, 2011, 247 p.  (ISBN 978-2-501-07354-7)
- Le chef est une femme, Paris, Éditions Flammarion, 2012, 203 p.  (ISBN 978-2-08-127014-5)
- Le Bruit des silences, Paris, Éditions Jean-Claude Lattès, 2013, 346 p.  (ISBN 978-2-70-963506-6)
- Des fleurs et des épines, Paris, Éditions Jean-Claude Lattès, 2015, 380 p.  (ISBN 978-2-7096-4587-4)
- Le Chant des lendemains, Paris, Éditions Jean-Claude Lattès, 2016, 320 p.  (ISBN 978-2-7096-5041-0)
- Emprise, Paris, Éditions Jean-Claude Lattès, 2017, 341 p.  (ISBN 978-2-7096-5869-0)
- Sans titre, Paris, Éditions Jean-Claude Lattès, 2018, 320 p.  (ISBN 978-2-7096-6150-8)
- La Question interdite, Paris, Une autre voix, 2024, 208 p.  (ISBN 979-8854849890)